# Eredivisie 2024-2025 (pallavolo maschile)
L'Eredivisie 2024-2025, 78ª edizione della massima serie del campionato olandese di pallavolo maschile si è svolta dal 21 settembre 2024 all'11 maggio 2025: al torneo hanno partecipato otto squadre di club olandesi e la vittoria finale è andata per la quarta volta, la seconda consecutiva, all'Orion.

## Regolamento

### Formula
La formula ha previsto:
- Regular season, disputata con girone all'italiana, con gare di andata e ritorno, per un totale di quattordici giornate: al termine, le prime quattro classificate hanno acceduto alla BeNe Conference e le rimanenti squadre hanno acceduto alla Pool Challenge;
- BeNe Conference, organizzata in collaborazione con la federazione belga, dove le quattro squadre olandesi qualificate hanno disputato un girone all'italiana, con gare di andata e ritorno, incontrando le prime quattro squadre classificate nella regular season della Liga A belga. Le due squadre olandesi meglio classificate hanno acceduto alle semifinali dei play-off scudetto mentre le altre hanno acceduto ai quarti di finale;
- Pool Challenge, disputata con un ulteriore girone all'italiana con gare di andata e ritorno per un totale di sei giornate, con le squadre che hanno ricevuto un punteggio bonus: 3 punti alla quinta classificata, 2 punti alla sesta, 1 punto alla settima e nessun punto all'ottava classificata; le prime due classificate hanno acceduto ai quarti di finale dei play-off scudetto;
- Play-off scudetto, strutturati con:
  - Quarti di finale e semifinali, disputati al meglio delle due vittorie su tre gare;
  - Finale, disputata al meglio delle tre vittorie su cinque gare.

### Criteri di classifica
Se il risultato finale è stato di 3-0 o 3-1 sono stati assegnati 3 punti alla squadra vincente e 0 a quella sconfitta, se il risultato finale è stato di 3-2 sono stati assegnati 2 punti alla squadra vincente e 1 a quella sconfitta.
L'ordine del posizionamento in classifica è stato definito in base a:
- Punti;
- Ratio dei set vinti/persi;
- Ratio dei punti realizzati/subiti;
- Risultati degli scontri diretti[3].

## Squadre partecipanti
Al campionato di Eredivisie 2024-25 hanno partecipato otto squadre di club olandesi: su decisione della NeVoBo la squadra federale del Talent Team non è stata iscritta al campionato mentre la squadra del VoCASA vi ha rinunciato.
| Club             | Stagione | Città       | Impianto                    | Stagione precedente      |
| ---------------- | -------- | ----------- | --------------------------- | ------------------------ |
| Dynamo Apeldoorn | dettagli | Apeldoorn   | Omnisport Apeldoorn         | 2ª in Eredivisie         |
| Huizen           | dettagli | Huizen      | Sporthal Wolfskamer         | 8ª in Eredivisie         |
| Limax            | dettagli | Linne       | Sporthal Jo Gerrishal       | 4ª in Eredivisie         |
| Lycurgus         | dettagli | Groninga    | MartiniPlaza                | 3ª in Eredivisie         |
| Orion            | dettagli | Doetinchem  | Saza Topsporthal Achterhoek | Campione dei Paesi Bassi |
| Sliedrecht       | dettagli | Sliedrecht  | Sporthal De Basis           | 5ª in Eredivisie         |
| SSS              | dettagli | Barneveld   | Sportcentrum De Meerwaarde  | 6ª in Eredivisie         |
| ZVH              | dettagli | Zevenhuizen | Swanla                      | 9ª in Eredivisie         |

## Torneo

### Regular season

#### Risultati
| Prima giornata |                               |     |                            |
|                |                               |     |                            |
| 21-09          | SSS - Limax                   | 3-1 | 25-22, 21-25, 25-16, 25-21 |
| 21-09          | Sliedrecht - Dynamo Apeldoorn | 0-3 | 19-25, 15-25, 10-25        |
| 22-09          | Lycurgus - ZVH                | 3-0 | 25-23, 25-18, 25-16        |
| 22-09          | Orion - Huizen                | 3-0 | 25-19, 25-15, 25-16        |

| Seconda giornata |                             |     |                                  |
|                  |                             |     |                                  |
| 28-09            | ZVH - SSS                   | 0-3 | 21-25, 18-25, 29-31              |
| 28-09            | Dynamo Apeldoorn - Lycurgus | 1-3 | 25-19, 17-25, 25-27, 21-25       |
| 28-09            | Sliedrecht - Orion          | 1-3 | 17-25, 27-25, 24-26, 16-25       |
| 29-09            | Limax - Huizen              | 3-2 | 24-26, 16-25, 25-18, 25-18, 15-8 |

| Terza giornata |                        |     |                                   |
|                |                        |     |                                   |
| 05-10          | SSS - Dynamo Apeldoorn | 2-3 | 25-21, 25-20, 24-26, 22-25, 12-15 |
| 05-10          | Huizen - ZVH           | 3-0 | 25-21, 25-18, 25-23               |
| 08-12          | Limax - Orion          | 3-1 | 25-17, 25-17, 23-25, 25-21        |
| 22-01          | Lycurgus - Sliedrecht  | 3-2 | 21-25, 25-16, 25-23, 21-25, 15-9  |

| Quarta giornata |                           |     |                                   |
|                 |                           |     |                                   |
| 12-10           | ZVH - Limax               | 1-3 | 21-25, 25-20, 17-25, 27-29        |
| 12-10           | Dynamo Apeldoorn - Huizen | 2-3 | 25-22, 25-18, 22-25, 23-25, 14-16 |
| 12-10           | Sliedrecht - SSS          | 2-3 | 25-23, 21-25, 31-29, 23-25, 12-15 |
| 13-10           | Orion - Lycurgus          | 3-0 | 25-19, 25-22, 25-21               |

| Quinta giornata |                          |     |                                   |
|                 |                          |     |                                   |
| 19-10           | SSS - Lycurgus           | 0-3 | 17-25, 9-25, 19-25                |
| 19-10           | Huizen - Sliedrecht      | 2-3 | 28-26, 25-20, 19-25, 25-27, 11-15 |
| 20-10           | Limax - Dynamo Apeldoorn | 3-0 | 25-13, 25-20, 25-16               |
| 13-12           | Orion - ZVH              | 3-0 | 25-18, 25-16, 25-15               |

| Sesta giornata |                        |     |                            |
|                |                        |     |                            |
| 29-10          | Lycurgus - Huizen      | 3-0 | 25-14, 25-10, 25-16        |
| 01-11          | Orion - SSS            | 3-0 | 25-17, 25-15, 26-24        |
| 02-11          | Dynamo Apeldoorn - ZVH | 3-1 | 25-20, 24-26, 25-14, 25-11 |
| 02-11          | Sliedrecht - Limax     | 1-3 | 19-25, 25-21, 20-25, 27-29 |

| Settima giornata |                          |     |                                   |
|                  |                          |     |                                   |
| 08-11            | ZVH - Sliedrecht         | 3-2 | 23-25, 25-20, 25-23, 14-25, 15-12 |
| 08-11            | Huizen - SSS             | 3-0 | 25-19, 25-21, 25-18               |
| 08-11            | Dynamo Apeldoorn - Orion | 3-2 | 20-25, 23-25, 25-23, 25-20, 15-10 |
| 08-11            | Limax - Lycurgus         | 1-3 | 22-25, 23-25, 25-22, 16-25        |

| Ottava giornata |                             |     |                            |
|                 |                             |     |                            |
| 16-11           | SSS - ZVH                   | 3-1 | 26-28, 25-11, 25-23, 25-20 |
| 16-11           | Huizen - Limax              | 3-0 | 26-24, 33-31, 25-21        |
| 17-11           | Orion - Sliedrecht          | 3-0 | 25-18, 25-16, 25-15        |
| 26-11           | Lycurgus - Dynamo Apeldoorn | 3-0 | 25-20, 25-17, 25-19        |

| Nona giornata |                        |     |                                  |
|               |                        |     |                                  |
| 23-11         | Dynamo Apeldoorn - SSS | 3-2 | 22-25, 25-14, 19-25, 25-17, 15-8 |
| 23-11         | Sliedrecht - Lycurgus  | 0-3 | 19-25, 22-25, 27-29              |
| 24-11         | ZVH - Huizen           | 1-3 | 25-22, 24-26, 23-25, 23-25       |
| 24-11         | Orion - Limax          | 3-1 | 24-26, 25-18, 27-25, 25-15       |

| Decima giornata |                           |     |                            |
|                 |                           |     |                            |
| 29-11           | Huizen - Dynamo Apeldoorn | 3-1 | 25-18, 25-17, 19-25, 25-22 |
| 30-11           | SSS - Sliedrecht          | 3-1 | 27-25, 25-22, 20-25, 25-22 |
| 01-12           | Lycurgus - Orion          | 3-1 | 25-23, 18-25, 25-20, 25-20 |
| 01-12           | Limax - ZVH               | 3-0 | 25-22, 25-14, 25-23        |

| Undicesima giornata |                          |     |                            |
|                     |                          |     |                            |
| 14-12               | ZVH - Orion              | 0-3 | 22-25, 14-25, 21-25        |
| 14-12               | Dynamo Apeldoorn - Limax | 3-1 | 25-23, 25-20, 21-25, 25-23 |
| 14-12               | Sliedrecht - Huizen      | 3-0 | 25-21, 25-23, 25-20        |
| 15-12               | Lycurgus - SSS           | 3-0 | 25-22, 25-20, 25-10        |

| Dodicesima giornata |                        |     |                                   |
|                     |                        |     |                                   |
| 11-01               | SSS - Orion            | 0-3 | 23-25, 19-25, 18-25               |
| 11-01               | ZVH - Dynamo Apeldoorn | 1-3 | 25-22, 21-25, 19-25, 22-25        |
| 11-01               | Huizen - Lycurgus      | 2-3 | 25-23, 25-22, 19-25, 19-25, 10-15 |
| 12-01               | Limax - Sliedrecht     | 2-3 | 26-24, 25-27, 19-25, 25-19, 13-15 |

| Tredicesima giornata |                          |     |                                   |
|                      |                          |     |                                   |
| 18-01                | SSS - Huizen             | 3-2 | 25-16, 19-25, 25-23, 14-25, 15-12 |
| 18-01                | Sliedrecht - ZVH         | 3-0 | 25-17, 25-16, 25-22               |
| 19-01                | Lycurgus - Limax         | 3-1 | 25-20, 20-25, 25-22, 29-27        |
| 19-01                | Orion - Dynamo Apeldoorn | 1-3 | 19-25, 19-25, 25-18, 27-29        |

| Quattordicesima giornata |                               |     |                                   |
|                          |                               |     |                                   |
| 25-01                    | ZVH - Lycurgus                | 0-3 | 19-25, 20-25, 17-25               |
| 25-01                    | Dynamo Apeldoorn - Sliedrecht | 3-0 | 25-21, 25-23, 25-21               |
| 25-01                    | Huizen - Orion                | 1-3 | 19-25, 21-25, 25-18, 21-25        |
| 26-01                    | Limax - SSS                   | 2-3 | 25-17, 25-27, 25-20, 17-25, 13-15 |

#### Classifica
| Pos. | Squadra          | Pt | G  | V  | P  | SV | SP | Ratio | PF    | PS    | Ratio |
| ---- | ---------------- | -- | -- | -- | -- | -- | -- | ----- | ----- | ----- | ----- |
| 1.   | Lycurgus         | 37 | 14 | 13 | 1  | 39 | 11 | 3,545 | 1 193 | 1 001 | 1,192 |
| 2.   | Orion            | 31 | 14 | 10 | 4  | 35 | 15 | 2,333 | 1 182 | 1 033 | 1,144 |
| 3.   | Dynamo Apeldoorn | 25 | 14 | 9  | 5  | 31 | 25 | 1,240 | 1 244 | 1 194 | 1,042 |
| 4.   | Huizen           | 21 | 14 | 6  | 8  | 27 | 28 | 0,964 | 1 174 | 1 226 | 0,958 |
| 5.   | SSS              | 20 | 14 | 7  | 7  | 25 | 30 | 0,833 | 1 162 | 1 235 | 0,941 |
| 6.   | Limax            | 19 | 14 | 6  | 8  | 27 | 29 | 0,931 | 1 280 | 1 251 | 1,023 |
| 7.   | Sliedrecht       | 13 | 14 | 4  | 10 | 21 | 34 | 0,618 | 1 183 | 1 263 | 0,937 |
| 8.   | ZVH              | 2  | 14 | 1  | 13 | 8  | 41 | 0,195 | 990   | 1 205 | 0,822 |

      Qualificata alla BeNe Conference
      Qualificata alla Pool Challenge

### BeNe Conference

#### Classifica
Classifica delle sole squadre olandesi comprensiva dei risultati ottenuti nelle partite tra di loro disputate nella regular season.
| Pos. | Squadra          | Pt | G  | V | P  | SV | SP | Ratio | PF    | PS    | Ratio |
| ---- | ---------------- | -- | -- | - | -- | -- | -- | ----- | ----- | ----- | ----- |
| 1.   | Lycurgus         | 24 | 14 | 8 | 6  | 30 | 24 | 1,250 | 1 215 | 1 145 | 1,061 |
| 2.   | Orion            | 20 | 14 | 6 | 8  | 26 | 27 | 0,963 | 1 209 | 1 190 | 1,016 |
| 3.   | Dynamo Apeldoorn | 15 | 14 | 5 | 9  | 21 | 32 | 0,656 | 1 162 | 1237  | 0,939 |
| 4.   | Huizen           | 6  | 14 | 2 | 12 | 10 | 39 | 0,256 | 904   | 1166  | 0,775 |

      Qualificata alle semifinali play-off scudetto
      Qualificata ai quarti di finale play-off scudetto

### Pool Challenge

#### Risultati
| Prima giornata |                    |     |                                   |
|                |                    |     |                                   |
| 15-02          | ZVH - SSS          | 0-3 | 21-25, 20-25, 21-25               |
| 15-02          | Sliedrecht - Limax | 3-2 | 20-25, 25-21, 19-25, 28-26, 19-17 |

| Seconda giornata |                  |     |                            |
|                  |                  |     |                            |
| 22-02            | SSS - Sliedrecht | 1-3 | 18-25, 22-25, 25-20, 18-25 |
| 22-02            | Limax - ZVH      | 1-3 | 25-16, 23-25, 21-25, 23-25 |

| Terza giornata |                  |     |                                   |
|                |                  |     |                                   |
| 06-03          | Sliedrecht - ZVH | 3-1 | 20-25, 25-23, 25-17, 25-23        |
| 08-03          | SSS - Limax      | 3-2 | 24-26, 25-15, 25-22, 17-25, 25-23 |

| Quarta giornata |                  |     |                     |
|                 |                  |     |                     |
| 22-03           | ZVH - Limax      | 0-3 | 22-25, 26-28, 19-25 |
| 22-03           | Sliedrecht - SSS | 3-0 | 25-18, 25-22, 26-24 |

| Quinta giornata |                  |     |                     |
|                 |                  |     |                     |
| 05-04           | ZVH - Sliedrecht | 0-3 | 27-29, 25-27, 21-25 |
| 06-04           | Limax - SSS      | 3-0 | 25-21, 25-17, 25-21 |

| Sesta giornata |                    |     |                                   |
|                |                    |     |                                   |
| 12-04          | SSS - ZVH          | 2-3 | 21-25, 25-20, 23-25, 25-21, 12-15 |
| 13-04          | Limax - Sliedrecht | 3-0 | 25-21, 25-18, 25-16               |

#### Classifica
| Pos. | Squadra    | Pt tot | Bonus | Pt | G | V | P | SV | SP | Ratio | PF  | PS  | Ratio |
| ---- | ---------- | ------ | ----- | -- | - | - | - | -- | -- | ----- | --- | --- | ----- |
| 5.   | Sliedrecht | 15     | 1     | 14 | 6 | 5 | 1 | 15 | 7  | 2,143 | 513 | 497 | 1,032 |
| 6.   | Limax      | 13     | 2     | 11 | 6 | 3 | 3 | 14 | 9  | 1,556 | 545 | 499 | 1,092 |
| 7.   | SSS        | 9      | 3     | 6  | 6 | 2 | 4 | 9  | 14 | 0,643 | 503 | 525 | 0,958 |
| 8.   | ZVH        | 5      | 0     | 5  | 6 | 2 | 4 | 7  | 15 | 0,467 | 487 | 527 | 0,924 |

      Qualificata ai play-off scudetto

### Play-off scudetto

#### Tabellone
|  | Quarti di finale | Quarti di finale | Quarti di finale | Quarti di finale | Quarti di finale |   |   | Semifinali | Semifinali | Semifinali | Semifinali | Semifinali |  |  | Finale | Finale | Finale | Finale | Finale | Finale | Finale |  |
|  |                  |                  |                  |                  |                  |   |   |            |            |            |            |            |  |  |        |        |        |        |        |        |        |  |
|  |                  |                  |                  |                  |                  |   |   | 1          | Lycurgus   | 3          | 3          |            |  |  |        |        |        |        |        |        |        |  |
|  |                  |                  |                  |                  |                  |   |   | 1          | Lycurgus   | 3          | 3          |            |  |  |        |        |        |        |        |        |        |  |
|  |                  |                  | 4                | Huizen           | 0                | 2 |   |            |            |            |            |            |  |  |        |        |        |        |        |        |        |  |
|  | 4                | Huizen           | 4                | Huizen           | 0                | 2 | 1 | 3          | 3          |            |            |            |  |  |        |        |        |        |        |        |        |  |
|  | 4                | Huizen           |                  |                  |                  |   |   |            |            |            |            |            |  |  |        |        |        |        |        |        |        |  |
|  | 5                | Sliedrecht       | 3                | 2                | 1                |   |   |            |            |            |            |            |  |  |        |        |        |        |        |        |        |  |
|  | 5                | Sliedrecht       | 3                | 2                | 1                |   | 1 | Lycurgus   | 2          | 1          | 2          |            |  |  |        |        |        |        |        |        |        |  |
|  |                  |                  |                  |                  |                  |   |   |            |            |            |            |            |  |  |        |        |        |        |        |        |        |  |
|  |                  |                  | 2                | Orion            | 3                | 3 | 3 |            |            |            |            |            |  |  |        |        |        |        |        |        |        |  |
|  |                  |                  |                  |                  |                  | 3 | 3 |            |            |            |            |            |  |  |        |        |        |        |        |        |        |  |
|  |                  |                  |                  |                  |                  |   |   |            |            |            |            |            |  |  |        |        |        |        |        |        |        |  |
|  |                  |                  |                  |                  |                  |   |   |            |            |            |            |            |  |  |        |        |        |        |        |        |        |  |
|  |                  | 2                | Orion            | 3                | 3                |   |   |            |            |            |            |            |  |  |        |        |        |        |        |        |        |  |
|  |                  |                  |                  |                  |                  |   |   |            |            |            |            |            |  |  |        |        |        |        |        |        |        |  |
|  |                  |                  | 3                | Dynamo Apeldoorn | 0                | 2 |   |            |            |            |            |            |  |  |        |        |        |        |        |        |        |  |
|  | 3                | Dynamo Apeldoorn | 3                | Dynamo Apeldoorn | 0                | 2 | 3 | 3          |            |            |            |            |  |  |        |        |        |        |        |        |        |  |
|  | 3                | Dynamo Apeldoorn |                  |                  |                  |   |   |            |            |            |            |            |  |  |        |        |        |        |        |        |        |  |
|  | 6                | Limax            | 0                | 0                |                  |   |   |            |            |            |            |            |  |  |        |        |        |        |        |        |        |  |

#### Risultati

##### Quarti di finale
| Gara 1 |                          |     |                            |
|        |                          |     |                            |
| 16-04  | Dynamo Apeldoorn - Limax | 3-0 | 25-15, 37-35, 25-18        |
| 16-04  | Huizen - Sliedrecht      | 1-3 | 27-25, 23-25, 20-25, 14-25 |

| Gara 2 |                          |     |                                   |
|        |                          |     |                                   |
| 19-04  | Limax - Dynamo Apeldoorn | 0-3 | 18-25, 24-26, 20-25               |
| 19-04  | Sliedrecht - Huizen      | 2-3 | 25-23, 16-25, 27-25, 23-25, 19-21 |

| Gara 3 |                     |     |                            |
|        |                     |     |                            |
| 23-04  | Huizen - Sliedrecht | 3-1 | 25-23, 25-21, 25-27, 25-23 |

##### Semifinali
| Gara 1 |                          |     |                     |
|        |                          |     |                     |
| 27-04  | Lycurgus - Huizen        | 3-0 | 25-14, 25-14, 25-23 |
| 27-04  | Orion - Dynamo Apeldoorn | 3-0 | 25-21, 25-18, 25-19 |

| Gara 2 |                          |     |                                   |
|        |                          |     |                                   |
| 30-04  | Huizen - Lycurgus        | 2-3 | 20-25, 26-24, 19-25, 25-21, 12-15 |
| 30-04  | Dynamo Apeldoorn - Orion | 2-3 | 12-25, 25-22, 25-15, 22-25, 12-15 |

##### Finale
| Gara 1 |                  |     |                                   |
|        |                  |     |                                   |
| 06-05  | Lycurgus - Orion | 2-3 | 25-20, 23-25, 25-15, 26-28, 10-15 |

| Gara 2 |                  |     |                            |
|        |                  |     |                            |
| 08-05  | Orion - Lycurgus | 3-1 | 25-13, 25-23, 26-28, 28-26 |

| Gara 3 |                  |     |                                   |
|        |                  |     |                                   |
| 11-05  | Lycurgus - Orion | 2-3 | 23-25, 25-21, 25-23, 22-25, 22-24 |

## Classifica finale
| Pos | Squadra          | Qualificazione |
| --- | ---------------- | -------------- |
|     | Orion            |                |
| 2   | Lycurgus         |                |
| 3   | Dynamo Apeldoorn |                |
| 4   | Huizen           |                |
| 5   | Sliedrecht       |                |
| 6   | Limax            |                |
| 7   | SSS              |                |
| 8   | ZVH              |                |

## Statistiche
| Rendimento individuale | Rendimento individuale | Rendimento individuale | Rendimento individuale |
| Pos.                   | Nome                   | Punti                  | Squadra                |
| ---------------------- | ---------------------- | ---------------------- | ---------------------- |
| 1                      | Maksim Shkredau        | 344                    | Orion                  |
| 2                      | Sjors Tijhuis          | 337                    | Dynamo Apeldoorn       |
| 3                      | Vicente Parraguirre    | 332                    | Lycurgus               |
| 4                      | Rik van Solkema        | 301                    | Huizen                 |
| 5                      | Nuno Margues           | 294                    | Lycurgus               |
| 6                      | Stijn van Schie        | 290                    | Lycurgus               |
| 7                      | Brian Melgarejo        | 288                    | Limax                  |
| 8                      | Tom Koops              | 278                    | Orion                  |
| 9                      | Youri Ebbelaar         | 262                    | Sliedrecht             |
| 10                     | Bram Berger            | 257                    | SSS                    |

| Attacchi vincenti | Attacchi vincenti   | Attacchi vincenti | Attacchi vincenti |
| Pos.              | Nome                | Punti             | Squadra           |
| ----------------- | ------------------- | ----------------- | ----------------- |
| 1                 | Vicente Parraguirre | 289               | Lycurgus          |
| 1                 | Sjors Tijhuis       | 289               | Dynamo Apeldoorn  |
| 3                 | Maksim Shkredau     | 283               | Orion             |
| 4                 | Rik van Solkema     | 262               | Huizen            |
| 5                 | Stijn van Schie     | 242               | Lycurgus          |
| 6                 | Youri Ebbelaar      | 241               | Sliedrecht        |
| 7                 | Brian Melgarejo     | 238               | Limax             |
| 8                 | Tom Koops           | 234               | Orion             |
| 9                 | Nuno Margues        | 231               | Lycurgus          |
| 10                | Bram Berger         | 228               | SSS               |

| Muri vincenti | Muri vincenti         | Muri vincenti | Muri vincenti    |
| Pos.          | Nome                  | Punti         | Squadra          |
| ------------- | --------------------- | ------------- | ---------------- |
| 1             | Robin Boekhoudt       | 56            | Lycurgus         |
| 2             | Sjoerd Zegwaard       | 50            | SSS              |
| 3             | Jannes van der Ham    | 48            | Orion            |
| 4             | Remco van den Elshout | 46            | Limax            |
| 5             | Benjamin Parkinson    | 43            | ZVH              |
| 6             | Jelle Bosma           | 40            | Dynamo Apeldoorn |
| 6             | Arjan Westra          | 40            | Huizen           |
| 8             | Nuno Margues          | 38            | Lycurgus         |
| 9             | Luuk Hofhuis          | 35            | Limax            |
| 10            | Maksim Shkredau       | 34            | Orion            |

| Battute vincenti | Battute vincenti | Battute vincenti | Battute vincenti |
| Pos.             | Nome             | Punti            | Squadra          |
| ---------------- | ---------------- | ---------------- | ---------------- |
| 1                | Sjors Tijhuis    | 28               | Dynamo Apeldoorn |
| 2                | Maksim Shkredau  | 27               | Orion            |
| 3                | Duco Krook       | 25               | Sliedrecht       |
| 3                | Nuno Margues     | 25               | Lycurgus         |
| 5                | Cas Abraham      | 23               | Orion            |
| 5                | Luuk de Groot    | 23               | Sliedrecht       |
| 5                | Tom Koops        | 23               | Orion            |
| 8                | Robin Boekhoudt  | 21               | Lycurgus         |
| 8                | Stijn van Schie  | 21               | Lycurgus         |
| 10               | Brian Melgarejo  | 20               | Limax            |